# 4 × 400 meter estafette

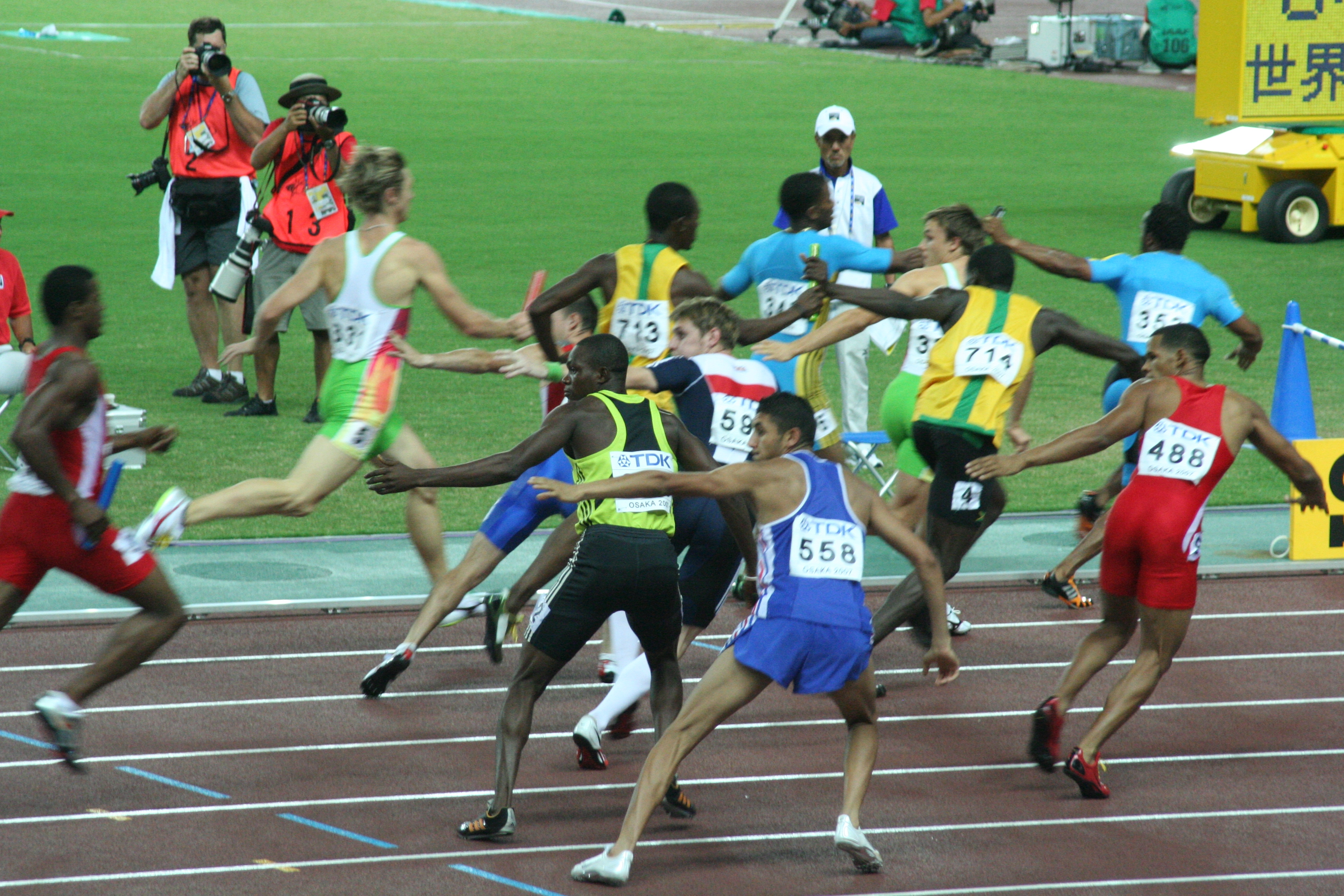
Wisselzone bij een 4 × 400 meter estafette

De 4 × 400 m estafette is een atletiekonderdeel waarbij elk team, bestaande uit vier lopers, elk viermaal 400 meter of 1 ronde op de piste moet lopen. Meestal wordt dit onderdeel gehouden als laatste nummer van een atletiekwedstrijd. De lopers hebben een wisselvak van 20 meter (normaal gesproken gemarkeerd met twee blauwe lijnen), waarin het estafettestokje overgedragen dient te worden. Omdat de lopers een vliegende start hebben, kunnen de tijden niet vergeleken worden met een normale 400 m.
De estafette voor mannen stond tijdens de Olympische Spelen van 1912 in Stockholm  voor het eerst op het programma; de eerste olympische 4 × 400 m estafette voor vrouwen werd in 1972 in München gelopen. Het Amerikaanse team domineerde de internationale wedstrijden op dit onderdeel, maar kreeg tegenstand van Jamaica (jaren vijftig) en Groot-Brittannië (jaren negentig).
In 2017 werd de 4x400 meter gemengde estafette geïntroduceerd op de World Athletics Relays in Doha, teams van twee mannen en twee vrouwen. Op de Olympische spelen van 2020 (gehouden in 2021) werd het Nederlandse team vierde in de finale, het Belgische team vijfde.

## Wereldrecords
| record            | land | tijd    | datum      | plaats    | 1e loper           | 2e loper        | 3e loper       | 4e loper           |
| ----------------- | ---- | ------- | ---------- | --------- | ------------------ | --------------- | -------------- | ------------------ |
| Mannen (outdoor)  | USA  | 2.54,29 | 22.08.1993 | Stuttgart | Andrew Valmon      | Quincy Watts    | Butch Reynolds | Michael Johnson    |
| Vrouwen (outdoor) | URS  | 3.15,17 | 01.10.1988 | Seoel     | Tatjana Ledovskaja | Olga Nazarova   | Maria Pinigina | Olga Bryzgina      |
| Gemengd (outdoor) | USA  | 3.07,41 | 02.08.2024 | Parijs    | Vernon Norwood     | Shamier Little  | Bryce Deadmon  | Kaylyn Brown       |
| Mannen (indoor)   | USA  | 3.01,51 | 09.02.2019 | Clemson   | Amir Lattin        | Obi Igbokwe     | Jermaine Holt  | Kahmari Montgomery |
| Vrouwen (indoor)  | RUS  | 3.23,37 | 28.01.2006 | Glasgow   | Joelia Goesjtsjina | Olga Kotljarova | Olga Zaytseva  | Olesja Forsjeva    |

## Snelle 400 meter-splits

### Mannen
- Herb McKenley (Jamaica) liep een splittijd van 44,6 in de finale van de Olympische Spelen van 1952 (WR met 3.03,90)
- Ron Freeman (USA) liep een splittijd van 43,2 in de finale van de Olympische Spelen van 1968 (WR met 2.56,16)
- Julius Sang (Kenia) liep een splittijd van 43,6 in de finale van de Olympische Spelen van 1972
- Michael Johnson (USA) liep een splittijd van 42,9 in de finale van het wereldkampioenschap atletiek van 1993

### Vrouwen
- Jarmila Kratochvílová (Tsjechië) liep een splittijd van 47,8 in de finale van het wereldkampioenschap atletiek van 1983.
- Olga Nazarova en Olga Bryzgina (Sovjet-Unie) liepen beiden een splittijd van 47,8 in de finale van de Olympische Spelen van 1988 (WR met 3.15,17)
- Femke Bol liep als slotloopster een splittijd van 47,93 in de finale van de 4 × 400 meter gemengde estafette op de Olympische Spelen van 2024. Dit leverde Nederland een gouden medaille op met een tijd van 3.07,43, een Europees record.

## Wereldrecordontwikkeling

### Mannen
| Tijd (min)       | Estafetteploeg            | Teamleden                                                           | Datum      | Plaats      |
| ---------------- | ------------------------- | ------------------------------------------------------------------- | ---------- | ----------- |
| 3.18, 1/5 s y    | USA Irish-American AC     | Harry Schaaf Mel Sheppard Harry Gissing James Rosenberger           | 04.09.1911 | Celtic Park |
| 3.16,6           | USA                       | Mel Sheppard Edward Lindberg Ted Meredith Charles Reidpath          | 15.06.1912 | Stockholm   |
| 3.16,0           | USA                       | Commodore Cochran Alan Helffrich Oliver MacDonald William Stevenson | 13.06.1924 | Parijs      |
| 3.14,2           | USA                       | George Baird Emerson Spencer Fred Alderman Ray Barbuti              | 05.08.1928 | Amsterdam   |
| 3.13,4 y         | USA                       | George Baird Morgan Taylor Ray Barbuti Emerson Spencer              | 11.08.1928 | Londen      |
| 3.12,6 y         | USA Stanford-universiteit | Maynor Shore Alvin Hables Leslie Hables Ben Eastman                 | 08.05.1931 | Fresno      |
| 3.08,2           | USA                       | Ivan Fuqua Ed Ablowich Karl Warner Bill Carr                        | 07.08.1932 | Los Angeles |
| 3.03,9 (3.04,04) | JAM                       | Arthur Wint Leslie Laing Herb McKenley George Rhoden                | 27.06.1952 | Helsinki    |
| 3.02,2 (3.02,37) | USA                       | Jack Yerman Earl Young Glenn Ashby Davis Otis Davis                 | 08.09.1960 | Rome        |
| 3.00,7           | USA                       | Ollan Cassell Mike Larrabee Ulis Williams Henry Carr                | 21.10.1964 | Tokio       |
| 2.59,6           | USA                       | Robert Frey Lee Evans Tommie Smith Theron Lewis                     | 24.07.1966 | Los Angeles |
| 2.56,1 (2:56,16) | USA                       | Vince Matthews Ron Freeman Larry James Lee Evans                    | 20.10.1968 | Mexico-Stad |
| 2.56,16          | USA                       | Daniel Everett Steve Lewis Kevin Robinzine Butch Reynolds           | 01.10.1988 | Seoel       |
| 2.55,74          | USA                       | Andrew Valmon Quincy Watts Michael Johnson Steve Lewis              | 08.08.1992 | Barcelona   |
| 2.54,29          | USA                       | Andrew Valmon Quincy Watts Butch Reynolds Michael Johnson           | 22.08.1993 | Stuttgart   |
| 2.54,20          | USA                       | Jerome Young Antonio Pettigrew Tyree Washington Michael Johnson     | 22.07.1998 | Uniondale   |

### Vrouwen
| Tijd (min)                         | Estafetteploeg        | Teamleden                                                        | Datum      | Plaats   |
| ---------------------------------- | --------------------- | ---------------------------------------------------------------- | ---------- | -------- |
| 4.09,6 y                           | GBR Spartan Ladies AC | Madeline Wooller Valerie Robins Sheila Hoskin Sylvia Cheeseman   | 18.09.1954 | Ilford   |
| 3.49,9 y                           | GBR                   | Pamela Piercy Joy Jordan Diane Leather Shirley Hampton-Pirie     | 14.06.1958 | Londen   |
| 3.49,4                             | SWE Göteborgs KIK     | Agneta Nilsson Ann Bramer Elisabeth Östberg Ingela Ericson       | 05.08.1967 | Borås    |
| 3.47,0                             | SWE Göteborgs KIK     | Agneta Nilsson Elisabeth Östberg Ingela Ericson Karin Wallgren   | 20.08.1968 | Malmö    |
| Erkende wereldrecords (vanaf 1969) |                       |                                                                  |            |          |
| 3.47,4                             | URS Moskou            | Ludmila Finogenowa Tatjana Medwedjewa Tamara Woitenko Olga Klein | 30.05.1969 | Moskou   |
| 3.43,2                             | URS Letland           | Lilita Zagere Anna Dundare Ingrid Verbele Sarmite Schtula        | 01.06.1969 | Minsk    |
| 3.37,6                             | GBR                   | Jenny Pawsey Pauline Attwood Janet Simpson Lillian Board         | 22.06.1969 | Londen   |
| 3.34,2                             | FRA                   | Michele Mombet Eliane Jacq Nicole Duclos Colette Besson          | 06.07.1969 | Parijs   |
| 3.33,9                             | FRG                   | Christa Czekay Antje Gleichfeld Inge Eckhoff Christel Frese      | 19.09.1969 | Athene   |
| 3.30,8 (3:30,82)                   | GBR                   | Rosemary Stirling Patricia Lowe Janet Simpson Lillian Board      | 20.09.1969 | Athene   |
| 3.30,8 (3:30,85)                   | FRA                   | Bernadette Martin Nicole Duclos Eliane Jacq Colette Besson       | 20.09.1969 | Athene   |
| 3.29,3                             | GDR                   | Rita Kühne Ingelore Lohse Helga Seidler Monika Zehrt             | 15.08.1971 | Helsinki |
| 3.28,8                             | GDR                   | Dagmar Käsling Rita Kühne Helga Seidler Monika Zehrt             | 05.07.1972 | Colombes |
| 3.28,5 (3:28,48)                   | GDR                   | Dagmar Käsling Helga Seidler Monika Zehrt Brigitte Rohde         | 09.09.1972 | München  |
| 3.23,0 (3:22,95)                   | GDR                   | Dagmar Käsling Rita Kühne Helga Seidler Monika Zehrt             | 10.09.1972 | München  |
| 3.19,2 (3:19,23)                   | GDR                   | Doris Maletzki Brigitte Rohde Ellen Streidt Christina Brehmer    | 31.07.1976 | Montreal |
| 3.19,04                            | GDR                   | Kirsten Siemon Sabine Busch Dagmar Rübsam Marita Koch            | 11.09.1982 | Athene   |
| 3.15,92                            | GDR                   | Gesine Walther Sabine Busch Dagmar Rübsam Marita Koch            | 03.06.1984 | Erfurt   |
| 3.15,17                            | URS                   | Tatjana Ledovskaja Olga Nazarova Maria Pinigina Olga Bryzgina    | 01.10.1988 | Seoel    |

## Continentale records
| Continent                | Geslacht | Prestatie    | Atleet                                                                              | Land | Datum              | Plaats      |
| ------------------------ | -------- | ------------ | ----------------------------------------------------------------------------------- | ---- | ------------------ | ----------- |
| Afrika                   | M        | 2.57,27      | Isaac Makwala, Baboloki Thebe, Zibane Ngozi, Bayapo Ndori                           | BOT  | 7 augustus 2021    | Tokio       |
| Afrika                   | V        | 3.21,04      | Olabisi Afolabi, Fatima Yusuf, Charity Opara, Falilat Ogunkoya                      | NGR  | 3 augustus 1996    | Atlanta     |
| Afrika                   | G        | 3.12,87      | Samuel Ogazi, Ella Onojuvwevwo, Chidi Okezie, Esther Joseph                         | NGR  | 5 mei 2024         | Nassau      |
| Noord- en Midden-Amerika | M        | 2.54,29 (WR) | Andrew Valmon, Quincy Watts, Butch Reynolds, Michael Johnson                        | USA  | 22 augustus 1993   | Stuttgart   |
| Noord- en Midden-Amerika | V        | 3.15,51      | Denean Howard, Diane Dixon, Valerie Brisco-Hooks, Florence Griffith Joyner          | USA  | 1 oktober 1988     | Seoel       |
| Noord- en Midden-Amerika | G        | 3.07,41 (WR) | Vernon Norwood, Shamier Little, Bryce Deadmon, Kaylyn Brown                         | USA  | 2 augustus 2024    | Parijs      |
| Zuid-Amerika             | M        | 2.58,56      | Eronilde de Araújo, Anderson Jorge dos Santos, Claudinei da Silva,Sanderlei Parrela | BRA  | 30 juli 1999       | Winnipeg    |
| Zuid-Amerika             | V        | 3.26,86      | Geisa Aparecida Coutinho, Bárbara de Oliveira, Joelma Sousa, Jailma de Lima         | BRA  | 7 augustus 2011    | São Paulo   |
| Zuid-Amerika             | G        | 3.14,48      | Jhon Perlaza, Lina Licona, Nicolás Salinas, Evelis Aguilar                          | COL  | 7 april 2024       | Mexico-Stad |
| Azië                     | M        | 2.59,05      | Muhammed Anas, Amoj Jacob, Muhammed Ajmal Variyathodi, Rajesh Ramesh                | IND  | 26 augustus 2023   | Boedapest   |
| Azië                     | V        | 3.24,28      | An Xiaohong, Bai Xiaoyun, Cao Chunying, Ma Yuqin                                    | CHN  | 13 september 1993  | Peking      |
| Azië                     | G        | 3.11,82      | Musa Isah, Aminat Yusuf Jamal, Salwa Eid Naser, Abbas Abubakar Abbas                | BRN  | 29 speptember 2019 | Doha        |
| Europa                   | M        | 3.56,60      | Iwan Thomas, Jamie Baulch, Mark Richardson, Roger Black                             | GBR  | 3 augustus 1996    | Atlanta     |
| Europa                   | V        | 3.15,17 (WR) | Tatyana Ledovskaya, Olga Nazarova, Mariya Pinigina, Olga Bryzgina                   | URS  | 1 oktober 1988     | Seoel       |
| Europa                   | G        | 3.07,43      | Eugene Omalla, Lieke Klaver, Isaya Klein Ikkink, Femke Bol                          | NED  | 3 augustus 2024    | Parijs      |
| Oceanië                  | M        | 2.59,70      | Darren Clark, Rick Mitchell, Gary Minihan, Bruce Frayne                             | AUS  | 11 augustus 1984   | Los Angeles |
| Oceanië                  | V        | 3.23,81      | Nova Peris-Kneebone, Tamsyn Manou, Melinda Gainsford-Taylor, Cathy Freeman          | AUS  | 30 september 2000  | Sydney      |
| Oceanië                  | G        | 3.17,00      | Bendere Oboya, Anneliese Rubie-Renshaw, Tyler Gunn, Alex Beck                       | AUS  | 12 juni 2021       | Gold Coast  |

Bijgewerkt: 4 augustus 2024